# Hrvatski akademski športski klub Mladost
La Hrvatski akademski športski klub Mladost, nota semplicemente come HAŠK Mladost (Mladost in croato significa gioventù), è una società polisportiva con sede a Zagabria, capitale della Croazia, fondata nel 1903 e sponsorizzata dall'Università di Zagabria.
Le sezioni più famose e titolate riguardano indubbiamente gli sport acquatici come pallanuoto (l'HAVK Mladost è la squadra più titolata d'Europa), nuoto e canottaggio, ma ultimamente anche l'hockey su ghiaccio si è ritagliato un posto di primo piano.
Molte delle infrastrutture della società sono localizzate nel lago Jarun, nella zona sud-ovest di Zagabria.

## Sport
Di seguito vengono elencati gli sport di cui si occupa la società:
- Atletica leggera: HAAK Mladost
- Bowling su asfalto e su ghiaccio
- Canottaggio
- Hockey su prato: HAHK Mladost
- Jūdō
- Nuoto
- Nuoto sincronizzato
- Pallacanestro: HAKK Mladost
- Pallanuoto: HAVK Mladost
- Pallavolo: HAOK Mladost maschile e femminile
- Pattinaggio su ghiaccio
- Rugby: HARK Mladost
- Scacchi
- Scherma
- Sci
- Tennis
- Tennis tavolo
- Tiro con l'arco